# Инан, Афет
Афет Инан (тур. Afet İnan; 29 ноября 1908, Салоники — 8 июня 1985, Анкара) — турецкий историк и социолог. Одна из приёмных дочерей Мустафы Ататюрка.

## Биография
Афет родилась в семье турецкого политика Исмаила Хаккы Узмая и его жены Шехзане-ханым в 1908 году в районе Кесендире Салоникского вилайета.
Из-за Балканских войн семья Афет эмигрировала в Адапазары, где в 1913 году она поступила в начальную школу. Затем семья некоторое время проживала в Анкаре, Михалыччыке, Караоглане и Биге. Шехзане-ханым умерла от туберкулеза 15 мая 1915 года. Вскоре после этого Исмаил Хаккы-бей взял молодую жену Айше. Афет, не желавшая зависеть от отца, твёрдо решила стать учителем, чтобы самой себя обеспечивать. Когда они жили в Биге, у Афет родилась младшая сестра Незихе. В 1920 Афет закончила шестилетнее начальное образование. В 1921 году семья переехала в Алайе. В 1922 она получила квалификацию учителя в Элмалы, где стала директором местной школы для девочек. В 1925 году Афет окончила Женский педагогический колледж в Бурсе и начала работать учителем начальной школы в Измире. Она встретила Мустафу Ататюрка в октябре того года во время его визита в Измир.
В 1925 году Ататюрк послал Афет в Лозанну, Швейцария, для изучения французского языка. После возвращения в Турцию в 1927 году она посетила французский лицей-пансион «Нотр-Дам де Сион» в Стамбуле. После окончания обучения Афет была назначена учителем истории в средней школе. В 1935 году Афет вновь побывала в Швейцарии и три года обучалась у Эжена Питтара в университете Женевы. После получения высшего образования Афет получила степень доктор философии в области социологии в 1939 году. В 1950 она стала преподавателем в Анкарском университете.
Она была соучредителем и ведущим членом Турецкой исторической организации.
Афет умерла 8 июня 1985 в Анкаре, оставив своего мужа доктора Рифата Инана, дочь Ари и сына Демира.

## Избранная библиография
- Medeni bilgiler ve M. Kemal Atatürk'ün el yazıları, Ankara, Türk Tarih Kurumu, 1969
- Atatürk’ten yazdıklarım, Ankara, 1969
- Recherches Sur les Caractéres Anthropologiques des Population de la Turquie, Genève, 1939
- Türk Amirali Piri Reis’in Hayatı ve Eserleri
- L'émancipation de la Femme Turque